# 서머싯섬
서머싯섬(영어: Somerset Island)은 북극 제도의 일부로 캐나다 누나부트 준주 키키크탈루크 지역에 있는 섬이다. 프린스오브웨일스섬과 배핀섬 사이에 위치하고 있다. 섬 넓이는 24,786km2로 전세계 넓이순 섬 목록에서 45번째, 캐나다에서 12번째 섬으로 기록되고 있다. 무인도이다.